# Chas Jarrett
Chas Jarrett ist ein VFX Supervisor, der 2007 für Poseidon für den Oscar in der Kategorie Beste visuelle Effekte nominiert wurde. 

## Leben
Er begann seine Karriere als Kameramann für Musikvideos und Dokumentationen in London und San Francisco. Im Jahr 1988 wurde er bei dem englischen Unternehmen Moving Picture Company angestellt. Er arbeitete in den folgenden Jahren unter anderem als VFX Supervisor für Filme wie James Bond 007 – Die Welt ist nicht genug, Troja und Poseidon. 
Im Jahr 2007 wurde für Poseidon zusammen mit Boyd Shermis, Kim Libreri und John Frazier für den Oscar in der Kategorie Beste visuelle Effekte nominiert. 2007 verließ er die Moving Picture Company, um als unabhängiger VSX Supervisor zu arbeiten. 2009 gründete er mit zwei ehemaligen Kolleginnen, Angela Barson und Lucy Ainsworth-Talyor, das Visual Effects Unternehmen Blue Bolt, dass in Soho in London seinen Sitz hat.

## Filmografie
- 1999: James Bond 007 – Die Welt ist nicht genug (The World Is Not Enough)
- 2000: Der Mann der tausend Wunder (The Miracle Maker)
- 2001: Harry Potter und der Stein der Weisen (Harry Potter and the Sorcerer's Stone)
- 2001: Body Story 2 (Fernsehserie)
- 2002: Harry Potter und die Kammer des Schreckens (Harry Potter and the Chamber of Secrets)
- 2003: Kalender Girls (Calendar Girls)
- 2004: Troja (Troy)
- 2005: Charlie und die Schokoladenfabrik (Charlie and the Chocolate Factory)
- 2006: Poseidon
- 2007: Sweeney Todd – Der teuflische Barbier aus der Fleet Street (Sweeney Todd: The Demon Barber of Fleet Street)
- 2008: Speed Racer
- 2009: Ninja Assassin
- 2009: Sherlock Holmes
- 2011: Sherlock Holmes: Spiel im Schatten (Sherlock Holmes: A Game of Shadows)